# Rhytipterna
Genre
Rhytipterna est un genre d'oiseaux de la famille des Tyrannidae.

## Liste des espèces
Selon la classification de référence du Congrès ornithologique international (version 9.1, 2019) :
- Rhytipterna holerythra (Sclater, PL & Salvin, 1860) – Aulia roux ou Tyran plaintif
  - Rhytipterna holerythra holerythra (Sclater, PL & Salvin, 1860)
  - Rhytipterna holerythra rosenbergi (Hartert, 1905)
- Rhytipterna immunda (Sclater, PL & Salvin, 1873) – Aulia à ventre pâle ou Tyran à ventre pâle
- Rhytipterna simplex (Lichtenstein, MHK, 1823) – Aulia grisâtre ou Tyran grisâtre
  - Rhytipterna simplex frederici (Bangs & Penard, TE, 1918)
  - Rhytipterna simplex simplex (Lichtenstein, MHK, 1823)